# María José Villegas Navas
María José Villegas Navas (Córdoba, Andalucía, España, 8 de diciembre de 1990) es una árbitra de fútbol español de la Primera División Femenina de España. Pertenece al Comité de Árbitros de Andalucía.

## Trayectoria
Ascendió a la máxima categoría del fútbol femenino español el año 2017, cuando esta fue creada para que la Primera División Femenina de España fuera dirigida únicamente por árbitras.

## Temporadas
| Categoría        | País   | Año   |
| ---------------- | ------ | ----- |
| Primera División | España | 2017- |